# Poa sharpii
Poa sharpii là một loài cỏ trong họ hòa thảo, thuộc chi poa.